# 纯阳观 (广州)

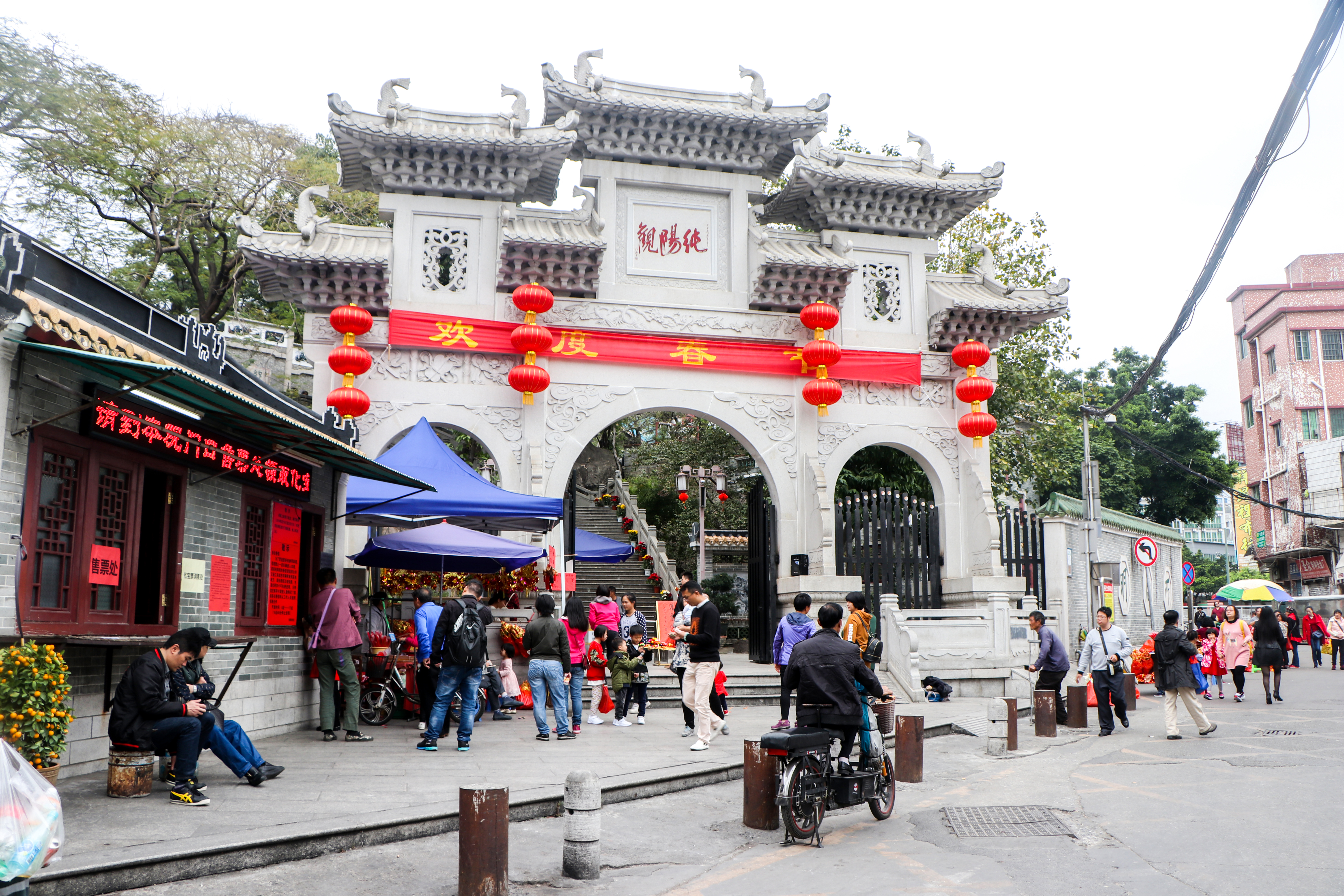
纯阳观入口牌坊

纯阳观，位于中国广东省广州市海珠区凤阳街道五村社区五凤村漱珠岗，是一座道教全真道龙门派的宫观。始建于清道光四年（1824年），开山祖师李明彻，主祀纯阳帝君。

## 历史
纯阳观始建于清朝道光四年（1824年），至道光九年(1829年)竣工，共耗资白银7600多两。是清代道士李明彻为祭祀唐代道士吕洞宾而兴建，道观的名称出自吕洞宾之号。1963年被公布为市级文物保护单位，但文化大革命期间，受到严重破坏，所有建筑被外单位占用。1986年政府收回大殿，恢复宗教活动，至1992年5月将整个漱珠岗收回。1988年香港的道教团体（香港圆玄学院、蓬莱仙馆等）捐资重修了大殿、灵官殿、拜亭、山门等。

## 建筑
纯阳观依漱珠岗而建，坐北向南，占地1万多平方米。原有山门、灵官殿、大殿、毕绝先师亭、南雪祠、清献祠、松枝馆、拜亭、东西廊房、步云亭、东西客厅、左右巡廊、库房、怡云轩、朝斗台等建筑，现仅存山门、纯阳殿、拜亭、朝斗台、放生池及李明彻墓等。在山门的石额上刻有以篆书写成“纯阳观”三字，为两广总督阮元手笔，两侧石刻有对联：灵山松径古，道岸石门高，为潘仕成手书。过山门后沿楼梯而上是纯阳殿，纯阳殿为观内主要建筑，正中供奉纯阳祖师吕洞宾金身塑像。殿后有朝斗台，朝斗台为花岗岩石砌筑，平面呈长方形，为李明彻天象及朝斗的地方，是现时广州地区现仅存的古代观象台。在纯阳殿前是拜亭，拜亭前是放生池，池的右侧有一块大石，石上刻着“漱石”二字。